# Municipio de Houghton
El municipio de Houghton (en inglés: Houghton Township) es un municipio ubicado en el condado de Keweenaw en el estado estadounidense de Míchigan. En el año 2010 tenía una población de 82 habitantes y una densidad poblacional de 0,06 personas por km².

## Geografía
El municipio de Houghton se encuentra ubicado en las coordenadas 48°5′47″N 88°33′57″O / 48.09639, -88.56583. Según la Oficina del Censo de los Estados Unidos, el municipio tiene una superficie total de 1340,11 km², de la cual 312,67 km² corresponden a tierra firme y (76,67 %) 1027,43 km² es agua.

## Demografía
Según el censo de 2010, había 82 personas residiendo en el municipio de Houghton. La densidad de población era de 0,06 hab./km². De los 82 habitantes, el municipio de Houghton estaba compuesto por el 100 % blancos. Del total de la población el 0 % eran hispanos o latinos de cualquier raza.